# Nordhausen
Nordhausen este un oraș din landul Turingia, Germania.
| 1802 - 1946 - 1802 - 8.355 - 1821 - 9.900 - 1840 - 12.000 - 1880 - 26.198 - 1890 - 26.847 - 1933 - 37.635 - 1939 - 42.316 - 1946 - 32.848 | 1950 - 1996 - 1950 - 39.452 - 1960 - 39.768 - 1981 - 47.121 - 1984 - 47.176 - 1986 - 47.681 - 1994 - 48.028 - 1995 - 47.324 - 1996 - 46.750 | 1997 - 2004 - 1997 - 46.650 - 1998 - 46.192 - 1999 - 46.057 - 2000 - 45.633 - 2001 - 45.196 - 2002 - 44.701 - 2003 - 44.311 - 2004 - 43.894 |

## Personalități marcante
- Claudia Bechstein, fotomodel
- Laura Engelmann, fotomodel